# Hazal
Ḥaza"l (חכמינו זכרם לברכה Ḥakhamenou, zikhram livrakha « nos sages, de mémoire bénie ») est un terme générique désignant, dans le judaïsme rabbinique, les dirigeants spirituels du peuple d'Israël et les décisionnaires en matière de Halakha (Loi juive) dans la période s'étendant du Second Temple à la clôture du Talmud de Babylone, au VIe siècle de l'ère commune.
Les Sages se situent à une période cruciale de l'histoire juive, où les Juifs passent d'un statut de nation juive centrée autour de leur terre, la Judée, et de leur Temple, à un peuple dont le centre est principalement spirituel. Ils jouent un rôle crucial dans la transmission des traditions orales juives rabbiniques, sous forme orale d'abord, écrite ensuite.

## Époques
Les Sages sont divisés en groupe selon leur époque, et l'œuvre principale de cette époque :
- les Tannaïm (litt. répétiteurs) sont les Sages de la Mishna, qui l'ont mise par écrit ou dont les enseignements y sont consignés. La période tannaïtique s'étend du Second Temple à la clôture de la Mishna, vers 220 EC. Elle est elle-même subdivisée :
  - les hommes de la Grande Assemblée (אנשי כנסת הגדולה Anshei Knesset haguedola) sont un groupe mal connu de Sages, pour la plupart anonymes. La Grande Assemblée est, selon la tradition, fondée par Ezra le Scribe ; les trois derniers prophètes mentionnés dans le canon biblique juif, Zacharie, Aggée et Malachi, y siègent et transmettent aux Sages les enseignements des prophètes. Les premiers membres de l'Assemblée dont le nom est mentionné sont le Grand-prêtre Simon le Juste[2], identifié à Shimon ben Onias I (310-291 ou 300-270 AEC) ou II (219-199 AEC), et son disciple Antigone de Sokho[3],
  - les Zougot (« duos »), formés du Nassi (président du Sanhédrin) et du Av bet din (vice-présidents), s'étalent sur cinq générations, et environ un siècle. Le dernier zoug, Hillel et Shammaï, est le plus célèbre. C'est à dater de ces deux Sages que les interprétations et écoles se multiplient,
  - la période des Tannaïm proprement dits s'étend également sur cinq générations, d'environ 40 avant l'ère commune à la clôture de la Mishna. Outre la Mishna, ils ont développé une littérature riche et variée, comprenant entre autres la Tossefta, recueil parallèle et complémentaire à la Mishna, des traductions araméennes de la Bible des traités de chronologie juive et biblique selon la tradition (Seder Olam Rabba), ainsi que les Midrashim, des sommes de commentaires du texte biblique, à visée légalistique (comme la Mekhilta) ou homilétique. Selon certains, c'est aussi de cette époque que date le Sefer Yetzira, ouvrage de cosmogonie considéré comme l'un des premiers livres de Kabbale connus ;
- les Amoraïm (litt. ceux qui disent) sont les Sages de la Guemara (litt. étude [de la Mishna]), opérant pour les uns en terre d'Israël et pour les autres en Babylonie. Ils sont à l'origine des Talmuds de Jérusalem (en réalité de Galilée), et de Babylone, respectivement, ainsi que de midrashim dont Genèse Rabba et Lévitique Rabba. Rav Achi (352 – 427 EC) et Ravina (422 - 500 EC), compilateurs du Talmud de Babylone, closent cette période ;
- les Savoraïm (litt. raisonneurs) sont les Sages des académies talmudiques de Babylonie qui s'occupent d'éditer le Talmud de Babylone. Leur période s'étend du Ve siècle au début de la période des Gueonim, vers 589 EC.

## Rôle des Sages
Selon un concept central du judaïsme pharisien, puis rabbinique, la Torah que Moïse a reçue sur le Sinaï comporte, outre sa composante écrite, la Torah orale, un enseignement oral qui l'explicite et ne peut en être dissocié. Elle aurait été fidèlement transmise de bouche à oreille de Moïse à Josué, aux Anciens, aux prophètes puis, à l'arrêt de la prophétie, aux hommes de la Grande Assemblée, qui devient, du fait de l'hellénisation des classes dirigeantes en Judée, le Sanhédrin.
Le Sanhédrin joue un rôle judiciaire et législatif dans la société judéenne ; il a en outre le pouvoir d'émettre de sa propre autorité des décrets préventifs (gzerot) et des mesures alléviantes (taqqanot), parmi lesquelles la lecture du Livre d'Esther lors de la fête de Pourim, l'obligation de se laver les mains avant de manger du pain, etc.
La tradition orale serait demeurée stable jusqu'aux débuts de l'ère commune. Cependant, les guerres judéo-romaines, et leurs conséquences désastreuses pour les Juifs, ainsi que la multiplication de courants de pensée considérés par les Pharisiens comme hérétiques, entraînent un morcellement du savoir et en conséquence, la décision de braver l'interdit traditionnel de cristalliser les enseignements oraux sous forme écrite.
Les premiers efforts de systématisation de la loi orale semblent être le fait de Rabbi Akiva, un Tanna de la troisième génération. D'autres compilations sont entreprises par ses collègues et élèves, comme la Mekhilta, recueil d'exégèses halakhiques sur le Livre de l'Exode, regroupées par versets, ou le Sifra, un ouvrage de même nature sur le Lévitique. Les efforts de ces Sages et leurs successeurs se concrétisent deux générations plus tard sous la forme de la Mishna, éditée par Rabbi Juda Hanassi, dont les bonnes relations avec l'empereur Antoninus permettent une période de calme relatif, propice à l'accomplissement d'un tel travail.
Cependant, la Mishna génère elle-même un enseignement oral : sa concision, voire son laconisme, et son absence de références directes au texte biblique supposent des connaissances préalables nécessaires à sa bonne compréhension. Cette tâche d'élucider les paroles des maîtres de la génération précédente incombe aux Amoraïm, dont les enseignements donnent lieu à la Guemara. Ceux-ci doivent par ailleurs, sans dévier des opinions des Tannaïm, apporter des réponses à des situations inconnues de leurs prédécesseurs.
La Guemara des Sages galiléens sera compilée vers l'an 400 EC, dans un contexte de persécutions chrétiennes anti-juives. Celles des Sages babyloniens le sera environ un siècle plus tard, lors d'une accalmie politique sous le règne de Yazdgard Ier.
Bien qu'il n'ait jamais été officiellement officiellement clôturé, le Talmud est considéré, à l'époque des Gueonim qui succèdent aux Savoraïm, comme un cadre formé, dont il n'est pas possible, ni permis, de dévier, à l'exception de quelques rarissimes taqqanot édictées par les Gueonim.
En vertu du principe de yeridat hadorot (en) (déclin spirituel des générations), il est interdit à toute génération ultérieure aux Sages de contredire leurs enseignements (il est toutefois permis de contredire un Sage en s'appuyant sur l'opinion d'un autre Sage, à condition que tous deux appartiennent à la même période) en matière de Halakha.